# Fernando Bello (regatista)
Fernando Pinto Coelho de Almeida Bello (1 de septiembre de 1924-8 de noviembre de 1995) fue un deportista portugués que compitió en vela en las clases Swallow y Star. Fue hermano del también regatista Duarte Bello.
Participó en cuatro Juegos Olímpicos de Verano entre los años 1948 y 1964, obteniendo una medalla de plata en Londres 1948 en la clase Swallow. Ganó dos medallas en el Campeonato Mundial de Star, en los años 1952 y 1962, y cuatro medallas en el Campeonato Europeo de Star entre os años 1959 y 1973.

## Palmarés internacional
| Juegos Olímpicos | Juegos Olímpicos      | Juegos Olímpicos | Juegos Olímpicos |
| Año              | Lugar                 | Medalla          | Clase            |
| ---------------- | --------------------- | ---------------- | ---------------- |
| 1948             | Londres (Reino Unido) | Medalla de plata | Swallow          |

| Campeonato Mundial | Campeonato Mundial | Campeonato Mundial | Campeonato Mundial |
| Año                | Lugar              | Medalla            | Clase              |
| ------------------ | ------------------ | ------------------ | ------------------ |
| 1952               | Cascaes (Portugal) | Medalla de bronce  | Star               |
| 1962               | Cascaes (Portugal) | Medalla de plata   | Star               |
| Campeonato Europeo |                    |                    |                    |
| Año                | Lugar              | Medalla            | Clase              |
| 1959               | ND                 | Medalla de bronce  | Star               |
| 1962               | Cascaes (Portugal) | Medalla de oro     | Star               |
| 1965               | ND                 | Medalla de plata   | Star               |
| 1973               | ND                 | Medalla de bronce  | Star               |